# Cloroxilenol
Cloroxilenolul (sau para-cloro-meta-xilenol) este un compus organic antiseptic și dezinfectant utilizat pentru dezinfectarea pielii, iar împreună cu alcoolul pentru curățarea instrumentarului chirurgical. Este regăsit și în multe produse dezinfectate și de curățarea rănilor. Funcționează prin distrugerea peretelui celular bacterian și prin inactivarea enzimelor celulare, dar este mai puțin eficient decât alți agenți dezinfectanți. Este disponibil sub formă lichidă.
Se află pe lista medicamentelor esențiale ale Organizației Mondiale a Sănătății.